# Bernard Fitzalan-Howard, 16:e hertig av Norfolk
Bernard Marmaduke Fitzalan-Howard, 16:e hertig av Norfolk, född den 30 maj 1908, död den 30 januari 1975, var en brittisk politiker. Han var parlamentarisk sekreterare till jordbruksministern 1941-1945. 
Han var son till Henry Fitzalan-Howard, 15:e hertig av Norfolk
Han gifte sig 1937 med Lavinia Mary Strutt (1916-1995).

## Barn
- Lady Anne Elizabeth, 14:e baronessa Herries av Terregles (1938- ); gift 1985 med Michael Colin Cowdrey, 1997 baron Cowdrey av Tonbridge (1932-2000)
- Lady Mary Katharine (1940- ); gift 1986 med Anthony Mumford (död 2006)
- Lady Sarah Margaret (1941- ); gift 1988 med Nigel Hugh Clutton
- Lady Theresa Jane (1945- ); gift 1975 med Michael Andrew Foster Jude Kerr, 13:e markis av Lothian (1945- )

Som hertig av Norfolk efterträddes han av sin avlägsne släkting Miles Fitzalan-Howard, 17:e hertig av Norfolk.